# 矢野温泉
矢野温泉（やのおんせん）は、広島県府中市上下町（旧国備後国）にある温泉。

## 泉質
矢野温泉には新旧の2つの源泉がある。以下は新しい源泉のデータである。
- 単純弱放射能冷鉱泉[2]
  - 毎分湧出量200リットル[2]
  - 無色透明の源泉

## 温泉街
湯川沿いに数軒の宿泊施設が存在する。共同浴場はないため、日帰り入浴は旅館の日帰り受付を利用することになる。温泉地の近くには、天然記念物にも指定されている久井・矢野の岩海がある。

## 歴史
- 建仁年間 - 開湯。開湯伝説によれば、豊成法師により発見されたという古湯。古くは湯治場として栄え、一日に450人もの人々が湯治したと言い伝えられている。
- 1883年（明治16年） - 郡役所に矢野村温泉地開業願いが提出される[3]。
- 大正時代・昭和時代初期 - 湯治を兼ねた歓楽街・色町として栄えた。当時の名残をとどめる劇場「翁座」は上下駅より徒歩5分のところにあり（現在廃館している）、旅芸人一座の興行が連日組まれては盛況を博した。なお、翁座は、上下駅が最寄り駅であり、矢野温泉は備後矢野駅が最寄り駅である。
- 1953年（昭和28年） - 矢野温泉組合結成。大衆浴場が開業（現存せず）[4]。
- 1972年（昭和47年）7月29日 - 環境庁告示第11号により、国民保養温泉地に指定。
- 1982年（昭和57年）10月 - 農村文化史料館創設[5]。
- 2016年（平成28年） - 「矢野温泉あやめ荘」では芝居興行が行われていたが、運営者変更を経て業績不振により閉鎖。

## アクセス
鉄道
- 福塩線（JR西日本）備後矢野駅よりタクシーで約10分[1]。

バス
- 広島バスセンターよりピースライナー（高速バス）で110分[6]。

自動車
- 山陽自動車道三原久井ICまたは尾道ICより40分[1]。